# Deutsche Alleenstraße

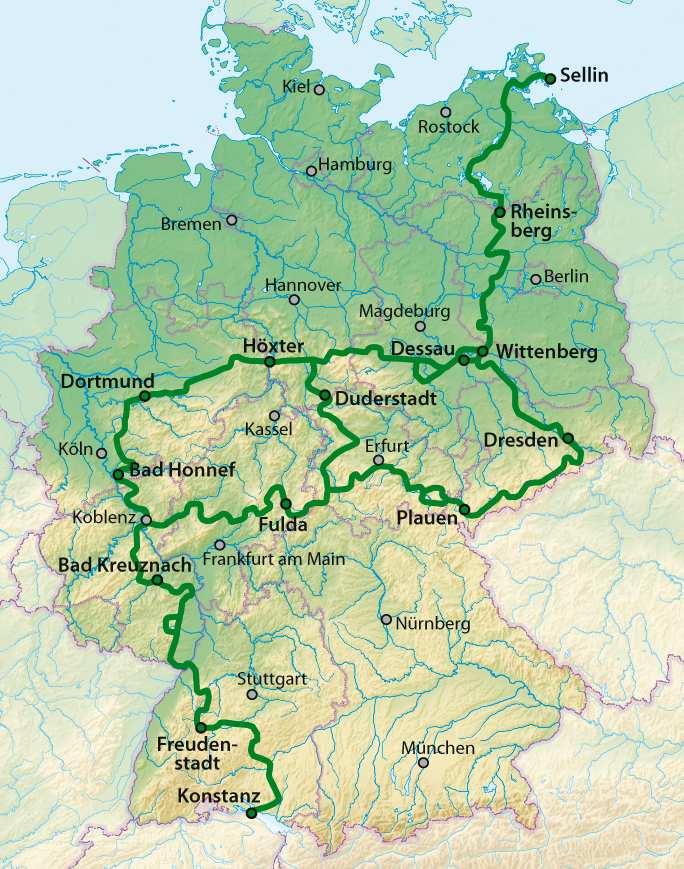
Verlauf der Deutschen Alleenstraße von Rügen im Nordosten nach Konstanz im Südwesten

Die Deutsche Alleenstraße ist eine durch ganz Deutschland – von der Ostsee bis zum Bodensee – führende, rund 2900 Kilometer lange Ferienstraße, die überwiegend über Alleen verläuft und 1993 in Abschnitten ihren Anfang nahm. Getragen wird das Vorhaben vom Verein Arbeitsgemeinschaft Deutsche Alleenstraße e. V., der sich aus ADAC, dem Deutschen Tourismusverband und der Schutzgemeinschaft Deutscher Wald sowie weiteren Institutionen zusammensetzt.

## Entstehung und Ziele
Der Forstwissenschaftler Hans Joachim Fröhlich und zahlreiche Umweltinteressenten hatten sich dafür eingesetzt, dass die in der DDR gewachsenen Alleen erhalten bleiben. So wurde unter maßgeblicher Mitwirkung des ADAC und der SDW die Arbeitsgemeinschaft Deutsche Alleen gegründet und die Zusammenführung zu einer einheitlich bezeichneten Nord-Süd-Verkehrsstrecke in Angriff genommen. Ziel der Arbeitsgemeinschaft ist der Erhalt, der Schutz und die Pflege von Alleen in Deutschland sowie die Wiederherstellung alter Alleen, nachdem diese in den letzten Jahren durch den Ausbau von Straßen vielerorts zerstört wurden.
Der erste Abschnitt der deutschen Alleenstraße zwischen Rügen und Rheinsberg wurde am 3. Mai 1993 eingeweiht.

## Abschnitte
Die Deutsche Alleenstraße ist aktuell (Stand: April 2024) in zehn Abschnitte unterteilt.
| Abschnitt | km              | Verlauf |
| --------- | --------------- | --- |
| 1         | 300 (1) 270 (2) | Rügen – Rheinsberg Kap Arkona (1) bzw. Göhren (2) – Putbus – Garz/Rügen – Stralsund – Grimmen – Loitz – Demmin – Borrentin – Grammentin – Kummerow – Malchin – Dahmen – Malchow – Sietow – Röbel/Müritz – Wesenberg – Rheinsberg |
| 2         | 210 (1) 240 (2) | Rheinsberg – Wittenberg bzw. Rheinsberg – Dessau Rheinsberg – Neuruppin – Kremmen – Nauen – Brandenburg an der Havel – Golzow – Bad Belzig – Wiesenburg/Mark – Straach – Lutherstadt Wittenberg (1) bzw. Coswig – Roßlau – Dessau (2) |
| 3         | 295             | Dessau – Duderstadt Dessau – Köthen (Anhalt) – Könnern/Nienburg (Saale) – Staßfurt – Halberstadt – Goslar – Seesen – Northeim – Duderstadt |
| 4         | 460             | Wittenberg – Dresden – Plauen Lutherstadt Wittenberg – Oranienbaum – Torgau – Oschatz – Meißen – Moritzburg – Dresden – Dohna – Dippoldiswalde – Olbernhau – Marienberg – Annaberg-Buchholz – Schwarzenberg/Erzgeb. – Aue – Muldenberg – Schöneck/Vogtl. – Oelsnitz/Vogtl. – Plauen |
| 5         | 250 (1) 305 (2) | Duderstadt bzw. Plauen – Fulda (1) Duderstadt – Heilbad Heiligenstadt – Leinefelde – Mühlhausen/Thüringen – Bad Langensalza – Eisenach – Marksuhl – Kieselbach – Dermbach – Kaltensundheim (2) Plauen – Schleiz (nördliche Variante) / Bad Lobenstein (südliche Variante) – Ziegenrück – Pößneck – Saalfeld – Rudolstadt – Stadtilm – Arnstadt – Crawinkel – Oberhof – Steinbach-Hallenberg – Meiningen – Kaltensundheim Kaltensundheim – Fladungen – Gersfeld – Eichenzell – Fulda |
| 6         | 420             | Fulda – Bad Kreuznach Fulda – Friedberg (Hessen) – Bad Nauheim – Limburg an der Lahn – Boppard – Kastellaun – Simmern/Hunsrück – Gemünden (Hunsrück) – Simmertal – Bad Sobernheim – Bad Kreuznach |
| 7         | 315             | Bad Kreuznach – Freudenstadt Bad Kreuznach – Alzey – Gau-Odernheim – Hillesheim (Rheinhessen) – Dorn-Dürkheim – Kirchheim an der Weinstraße – Weisenheim am Berg – Karlsruhe – Ettlingen – Freudenstadt |
| 8         | 245             | Freudenstadt – Insel Reichenau Freudenstadt – Tübingen – Reutlingen – Gammertingen – Riedlingen – Bad Saulgau – Weingarten – Ravensburg – Markdorf – Meersburg – Konstanz – Insel Reichenau |
| 9         | 225             | Höxter – Dortmund Höxter – Horn-Bad Meinberg – Detmold – Bad Lippspringe – Paderborn – Delbrück – Lippstadt – Soest – Möhnesee – Schwerte – Dortmund |
| 10        | 185             | Dortmund – Bad Honnef Dortmund – Herdecke – Wetter – Schwelm – Radevormwald – Wuppertalsperre – Remscheid – Schloss Burg – Große Dhünntalsperre – Altenberger Dom – Bechen – Bergisch Gladbach-Bensberg – Rösrath – Neunkirchen-Seelscheid – Siegburg – St. Augustin – Königswinter – Bad Honnef |

## Fotostrecke

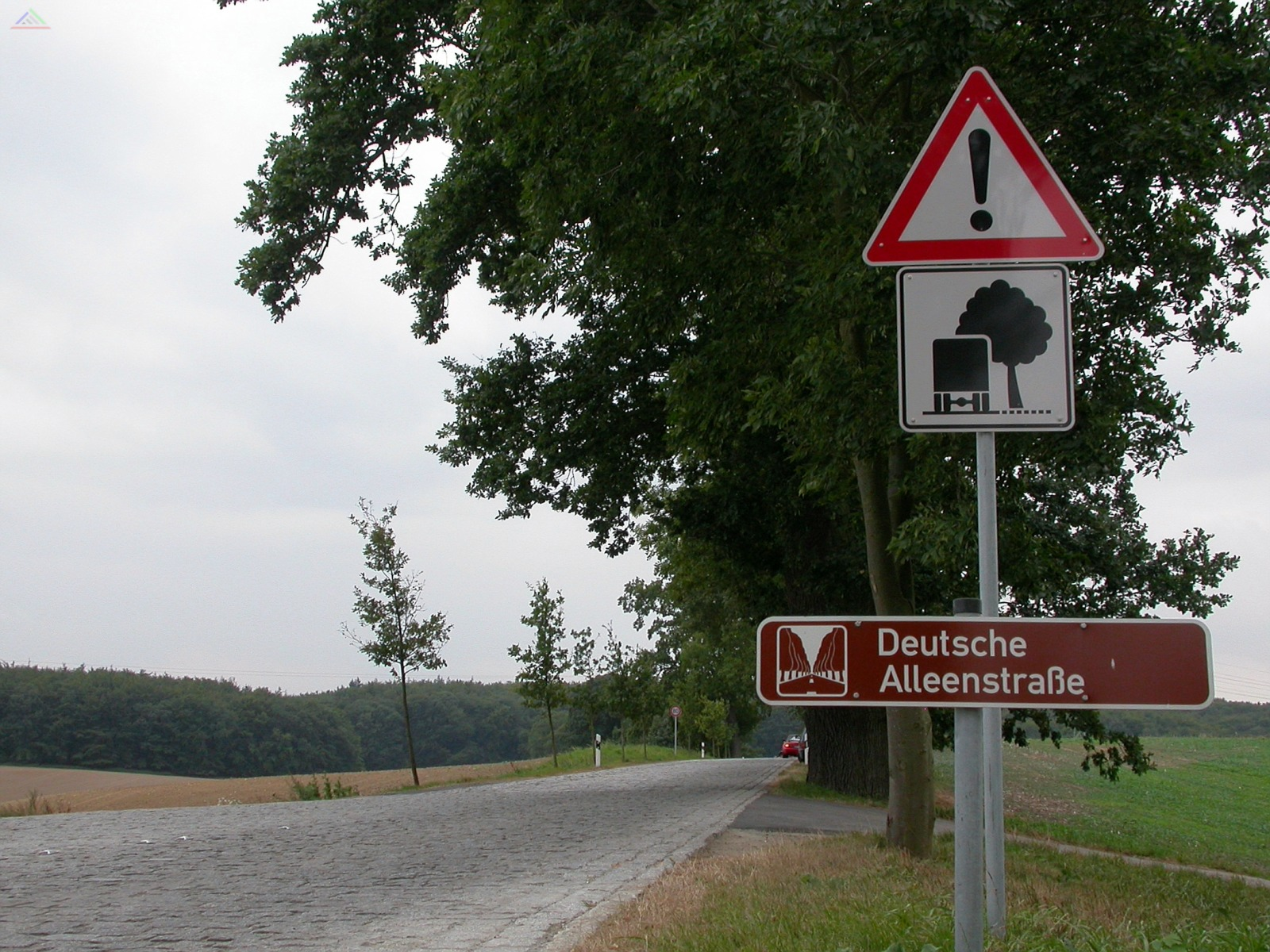
Die Deutsche Alleenstraße verbindet Rügen …
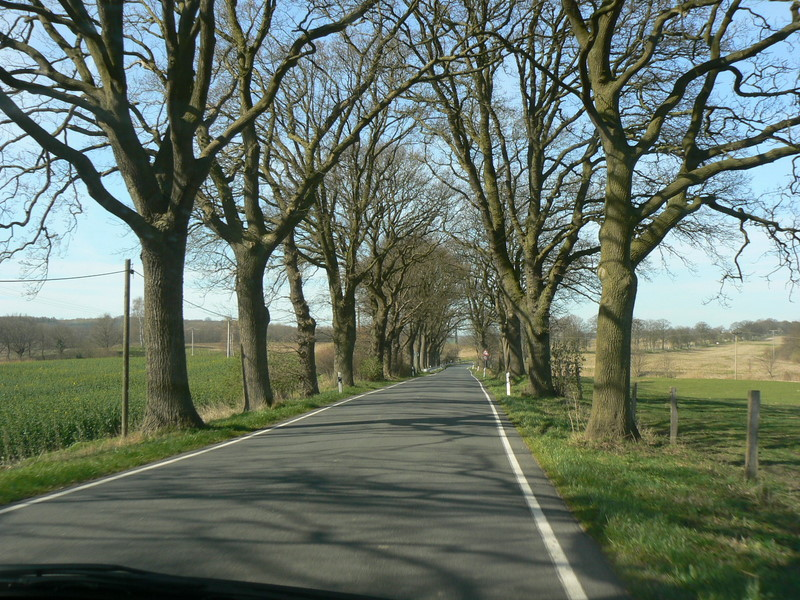
Auf Rügen bei Putbus
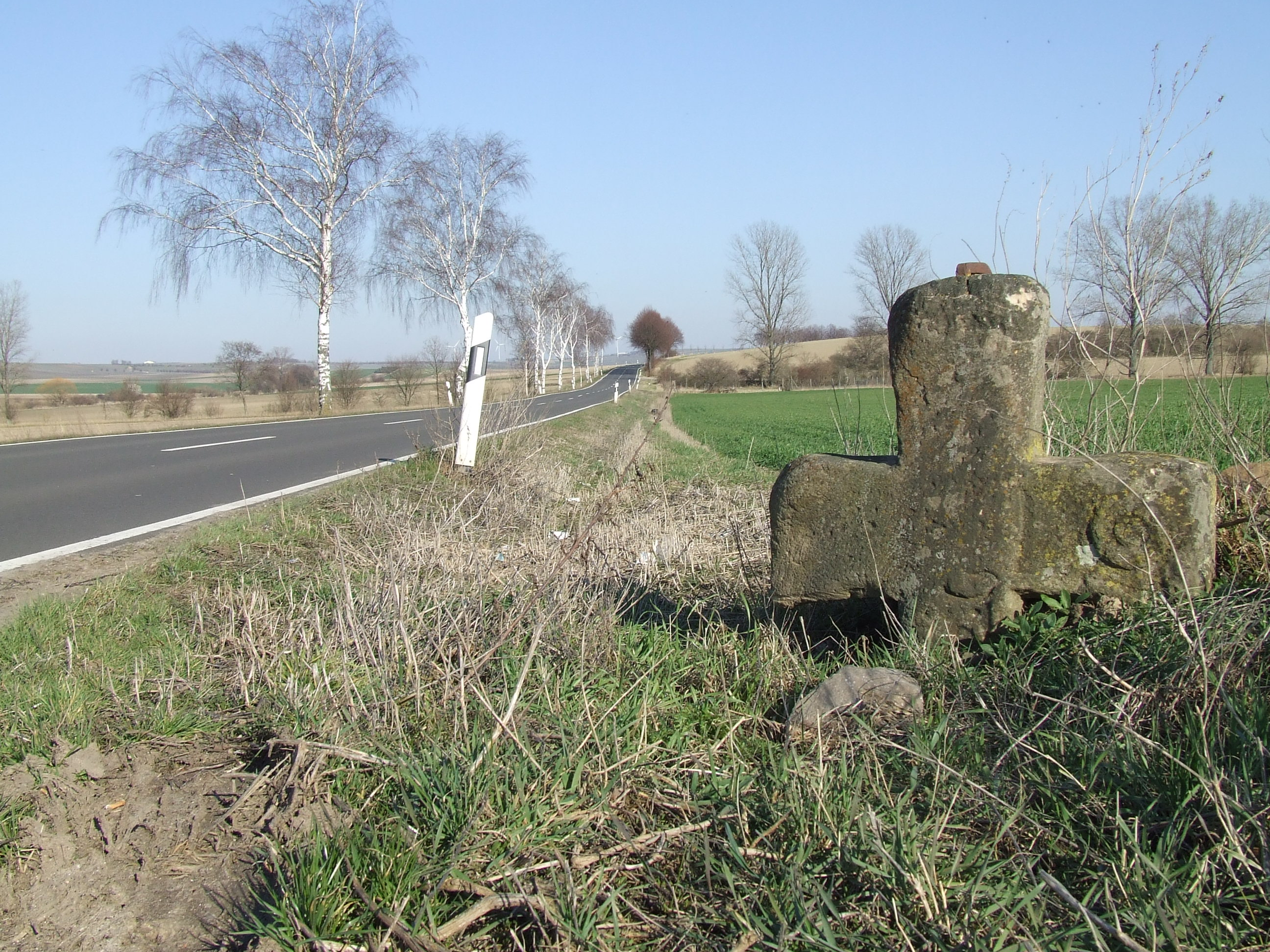
Das Ottenkreuz zwischen Gau-Odernheim und Hillesheim
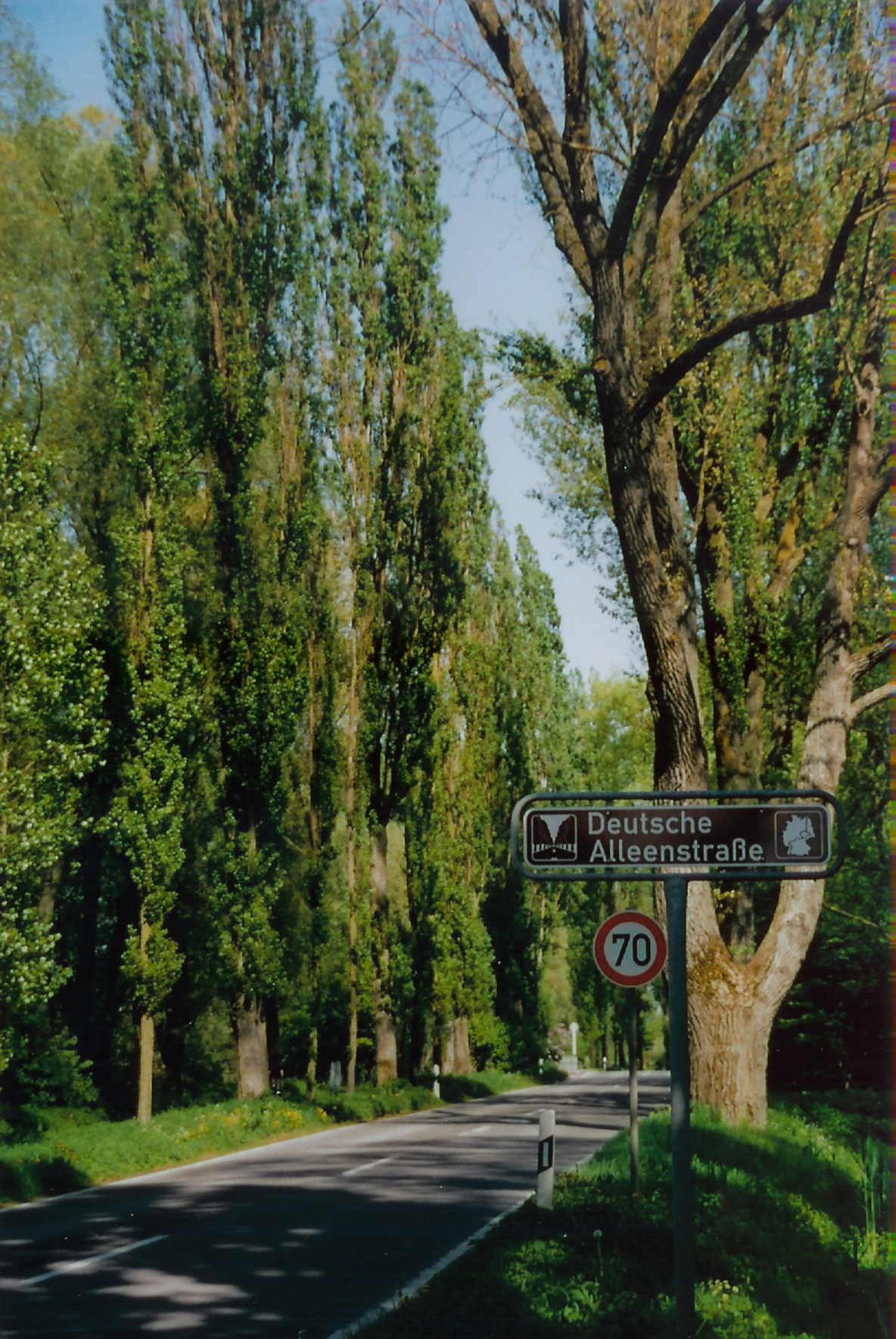
… mit der Insel Reichenau